# ريكاردو مارتينيلي
ريكاردو مارتينيلي (11 مارس 1952 -)، سياسي ورجل الأعمال بنمي من أصول إيطالية من ناحية الأب. فاز بالانتخابات الرئاسية البنمية لسنة 2009 ليتولى رئاسة بنما رسمياً ابتداءً من 1 يوليو 2009 خلفا للرئيس السابق مارتين توريخوس حتى 1 يوليو 2014 وخلفه الرئيس خوان كارلوس فاريلا.